# Argentat-sur-Dordogne
Argentat-sur-Dordogne (Argentat-sus-Dordonha in occitano) è un comune francese situato nel dipartimento della Corrèze nella regione della Nuova Aquitania. Esso è attraversato dalla Dordogna.
Si tratta di un nuovo comune formato il 1º gennaio 2017 dall'unione dei vecchi comuni di Argentat e di Saint-Bazile-de-la-Roche.
La sede del comune nuovo è quella di Argentat.